# Backsteinbauwerke der Gotik/Verteilung in südlichen Regionen
In den in dieser Karte dargestellten Orten stehen ganz überwiegend Bauwerke, insgesamt etwa 600 Gebäude und Gruppen von Gebäuden, die nicht der nördlichen Backsteingotik angehören. Von den Backsteinbauten der Mudéjar-Gotik in Spanien liegt nur etwa ein Viertel in dieser Karte.
Diese Karte hat die gleiche Ost-West-Ausdehnung und etwa eine gleich große Nord-Süd-Ausdehnung wie die nördliche Anschlusskarte mit der Verteilung um Nordsee und südliche Ostsee, welche im Wesentlichen Orte der nördlichen Backsteingotik zeigt (ohne etwas über hundert um die nördliche Ostsee), dazu die Orte mit Backsteinbauten der Tudor-Gotik in England.